# بين ويستوود
بين ويستوود (بالإنجليزية: Ben Westwood)‏ هو لاعب دوري الرغبي بريطاني، ولد في 25 يوليو 1981 في برادفورد في المملكة المتحدة.

## روابط خارجية
- بين ويستوود على موقع ItsRugby.co.uk (الإنجليزية)